# Cytwar (roślina)

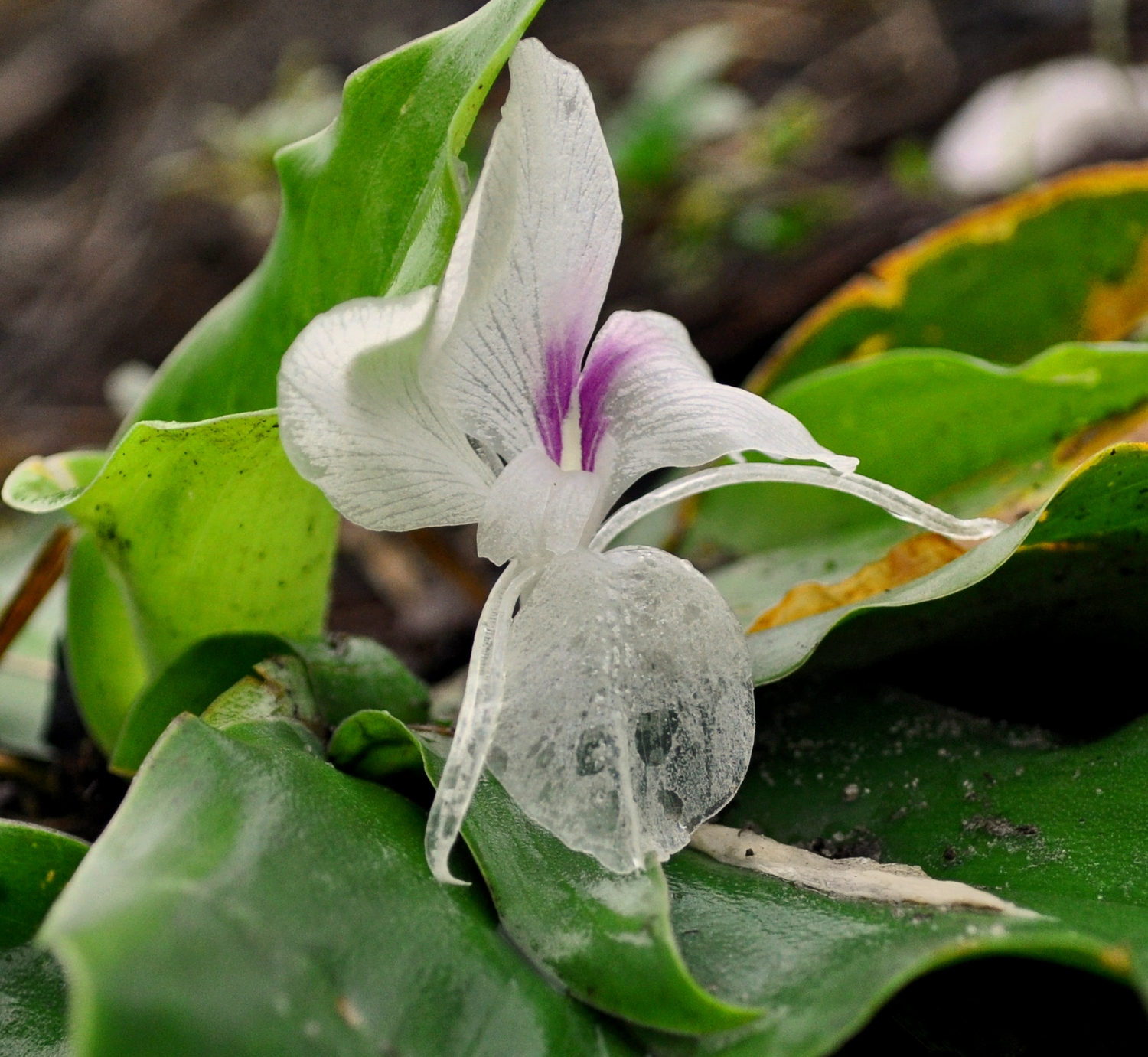
Kwiat Kaempferia galanga

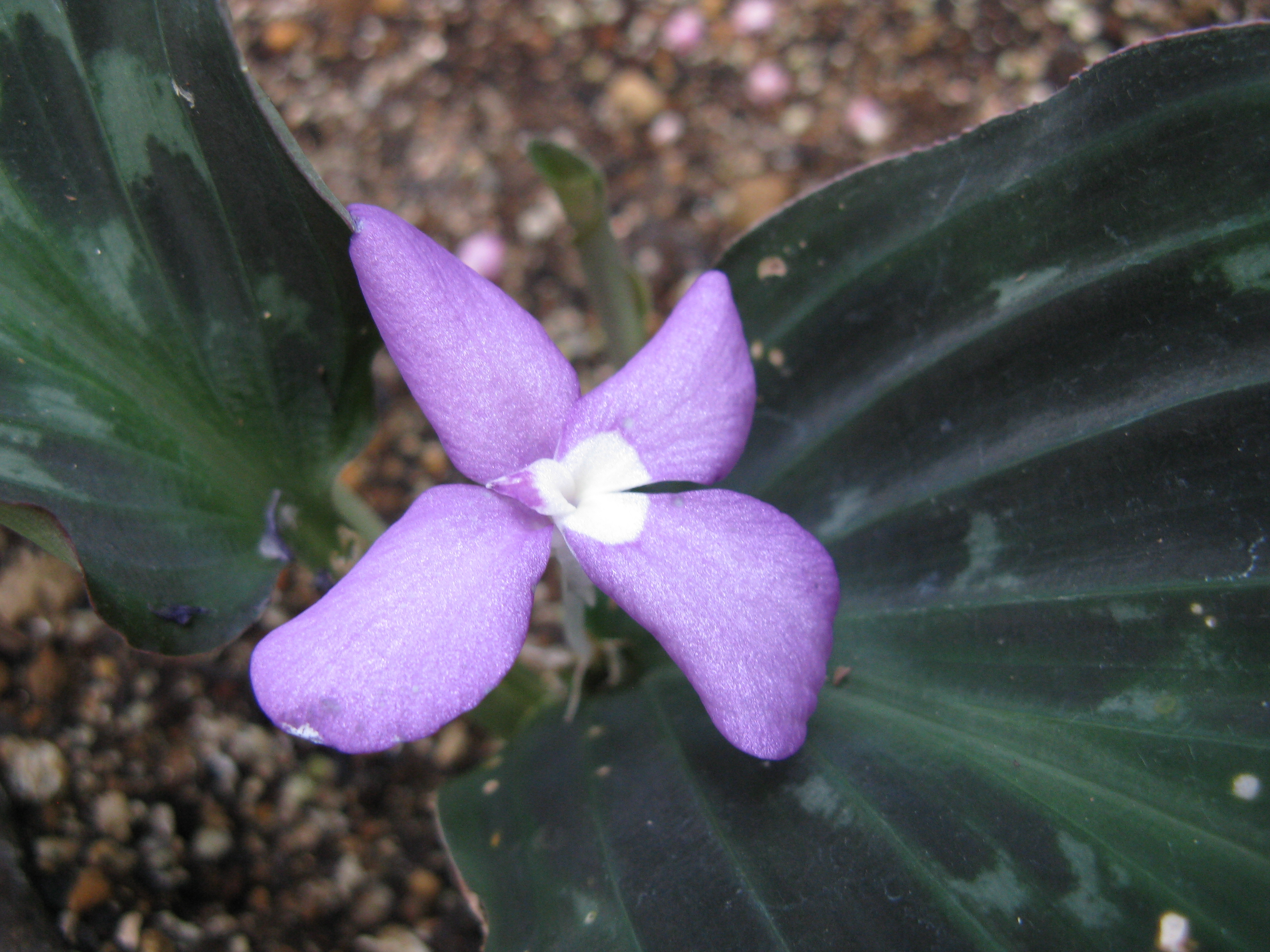
Kwiat Kaempferia pulchra

Cytwar, cytwarnica (Kaempferia) – rodzaj bylin z rodziny imbirowatych (Zingiberaceae). Obejmuje 29 do około 50 gatunków występujących w tropikalnej części Azji. W przeszłości uważana za roślinę leczniczą, chroniącą m.in. przed dżumą.  

## Morfologia
PokrójByliny z bulwiastym i mięsistym kłączem, często także z niewielkimi bulwami na korzeniach. Z kłącza wyrastają nieliczne liście, nierzadko pojedyncze. Nibyłodygi tworzonej z pochew liściowych brak lub jest krótka. Ogonek liściowy jest krótki, a blaszka o różnym kształcie od zaokrąglonej do nitkowatej, nierzadko pstra lub czerwono nabiegła.
KwiatyZebrane po kilka lub wiele w główkowate kwiatostany, rozwijające się na szczycie nibyłodyg lub wyrastające wprost z kłącza. Kwiaty wsparte przysadkami. Kielich rurkowaty, rozcięty z jednej strony, na szczycie z dwoma lub trzema ząbkami. Korona podobnej długości lub znacznie dłuższa i okazała. Jej listki lancetowate, równej długości. Boczne prątniczki podobne do listków okwiatu. Okazała warżka (labellum) zwykle jest biała lub liliowa, u nasady silniej wybarwiona. Płodny pręcik na krótkiej nitce lub siedzący. Słupek pojedynczy z zalążnią trójkomorową.
OwocTorebka kulista lub elipsoidalna. Nasiona często z poszarpaną osnówką.

## Systematyka
Pozycja i podział według APWeb (aktualizowany system APG III z 2009)
Rodzaj należący do plemienia Zingibereae w podrodzinie Zingiberoideae, rodziny imbirowatych (Zingiberaceae) będącej kladem siostrzanym rodziny kostowcowatych Costaceae. Wraz z nią należy do rzędu imbirowców (Zingiberales) należącego do jednoliściennych (monocots) w obrębie roślin okrytonasiennych.
Wykaz gatunków
- Kaempferia alboviolacea Ridl.
- Kaempferia angustifolia Roscoe
- Kaempferia candida Wall.
- Kaempferia chayanii Koonterm
- Kaempferia cuneata Gagnep.
- Kaempferia elegans (Wall.) Baker
- Kaempferia evansii Blatt.
- Kaempferia fallax Gagnep.
- Kaempferia filifolia K.Larsen
- Kaempferia fissa Gagnep.
- Kaempferia galanga L.
- Kaempferia gilbertii W.Bull
- Kaempferia glauca Ridl.
- Kaempferia grandifolia Saensouk & Jenjitt.
- Kaempferia harmandiana Gagnep.
- Kaempferia laotica Gagnep.
- Kaempferia larsenii Sirirugsa
- Kaempferia marginata Carey ex Roscoe
- Kaempferia ovalifolia Roxb.
- Kaempferia parviflora Wall. ex Baker
- Kaempferia philippinensis Merr.
- Kaempferia purpurea J.König
- Kaempferia roscoeana Wall.
- Kaempferia rotunda L.
- Kaempferia scaposa (Nimmo) Benth.
- Kaempferia siamensis Sirirugsa
- Kaempferia simaoensis Y.Y.Qian
- Kaempferia spoliata Sirirugsa
- Kaempferia undulata Teijsm. & Binn.